# 38270 Веттцелл
38270 Веттцелл (38270 Wettzell) — астероїд головного поясу, відкритий 11 вересня 1999 року.
Тіссеранів параметр щодо Юпітера — 3,351.